# Пионтковский, Иосиф Иванович
Иосиф Иванович Пионтковский (1912, село Казимировка Киевской губернии, теперь село Квитневое Сквирского района Киевской области — ?, город Киев) — украинский советский деятель, начальник Херсонского областного управления сельского хозяйства, председатель колхоза имени Кирова села Чернобаевки Херсонского (затем — Белозерского района Херсонской области. Герой Социалистического Труда (26.02.1958). Депутат Верховного Совета УССР 5-го созыва.

## Биография
Родился в семье батрака. В 1928 году окончил среднюю школу.
В 1928-1932 годах — студент Полтавского сельскохозяйственного института.
В 1932-1941 годах — агроном в зерносовхозах на Николаевщине.
С 1941 года — в Красной армии, участник Великой Отечественной войны.
Член ВКП(б) с 1943 года.
В 1946-1947 годах — старший агроном, в 1947-1949 годах — директор совхоза «Красный партизан» Нижнесергозского района Херсонской области.
В 1949-1951 годах — директор Херсонского областного треста совхозов.
В 1951-1953 годах — начальник Херсонского областного управления сельского хозяйства.
В марте 1953 — декабре 1956 года — председатель колхоза имени Сталина Новотроицкого района Херсонской области.
С декабря 1956 года — председатель колхоза имени Кирова села Чернобаевки Херсонского (затем — Белозерского района Херсонской области.
Потом — на пенсии. Похоронен на Берковецком (Городском) кладбище города Киева.

## Награды
- Герой Социалистического Труда (26.02.1958)
- орден Ленина (26.02.1958)
- ордена
- медаль «За победу над Германией в Великой Отечественной войне 1941-1945 годов» (1945)
- медали